# 邵名正
邵名正（1937年12月—2014年3月4日），安徽省绩溪县伏岭下村人，中华人民共和国监狱学与犯罪学家。

## 生平
1957年考入北京政法学院，后毕业留校，之后供职于辽宁省劳改局、辽宁省公安厅。1979年再回学校，从事监狱学与犯罪学的教学与研究，担任监狱法学教研室主任。2014年3月4日去世，享年77岁。